# (39803) 1997 UY15
(39803) 1997 UY15 è un asteroide troiano di Giove del campo greco. Scoperto nel 1997, presenta un'orbita caratterizzata da un semiasse maggiore pari a 5,288386 UA e da un'eccentricità di 0,072438, inclinata di 0,498865° rispetto all'eclittica. Ha un diametro di 14,114 km e  un'albedo di 0,089.